# Бородули (Кировская область)
Бородули — деревня в Сунском районе Кировской области в составе Курчумского сельского поселения.

## География
Находится на расстоянии примерно 12 километров на север-северо-восток от районного центра поселка Суна.

## История
Известна с 1727 года, когда в ней учтено было дворов 5 и мужских душ 31, в 1764 году 67 жителей. В 1873 году учтено было дворов 8 и жителей 67, в 1905 20 и 124, в 1926 27 и 136, в 1950 21 и 98. В 1989 году учтено 13 жителей.

## Население
Постоянное население составляло 8 человек (русские 100 %) в 2002 году, 5 в 2010.